# Borgerbuurt
De Borgerbuurt is een buurt in Amsterdam-West (tussen 1990 en 2010 Stadsdeel Oud-West). De buurt is vernoemd naar de Borgerstraat, die vernoemd is naar Elias Annes Borger (Joure, 26 februari 1784 – Leiden, 12 oktober 1820) een Nederlandse hoogleraar in de theologie en letteren te Leiden.
De Borgerbuurt wordt begrensd door de Kinkerstraat, Bilderdijkgracht, het Jacob van Lennepkanaal en de Kostverlorenvaart.